# Arquitecto en medio de las ruinas
El Arquitecto en medio de las ruinas (en ruso: Архитектор у развалин, otras versiones: Архитектор развалин - 'El arquitecto de las ruinas', Архитектору развалины - 'Para el arquitecto de las ruinas') fue una carta abierta escrita por Guennadi Ziugánov, que en ese entonces era un funcionario relativamente poco conocido del partido, a Aleksandr Yákovlev, el ideólogo de la perestroika, también conocido como el arquitecto de la perestroika. La carta fue publicada en el periódico de línea dura Soviétskaya Rossía el 7 de mayo de 1991. La carta argumentó que la perestroika causó la desintegración del Estado, que la democratización resultó en una "guerra de la legislación", que la glásnost o transparencia resultó ser un arma en la guerra psicológica contra el pueblo soviético, "como en el pasado distante", donde una nueva alianza de oscurantistas, intelectuales lumpenizados y delincuentes se estaba formando.
La carta fue percibida como el inicio de la campaña para derrocar a Mijaíl Gorbachov. En 2004, Oleg Shenin, quien era secretario del Comité Central y miembro del Politburó en el momento en que esta carta se publicó, declaró que el texto había sido escrito por un equipo de la KGB y que la firma de Ziugánov sólo se adecuó a sus objetivos.